# Hole (Norvège)
Pour les articles homonymes, voir Hole.
Hole est une kommune du comté de Buskerud en Norvège.

## Description
Elle fait partie de la région traditionnelle du Royaume de Ringerike. Le chef-lieu de la commune est le village de Vik. Hole est situé autour du lac de Tyrifjord et s'étend jusqu'aux bois autour d'Oslo. Le sol est fertile et adapté à la culture de fruits, de baies et d'autres produits agricoles. La municipalité de Hole a été créée le 1er janvier 1838. La municipalité de Hole a été fusionnée avec la municipalité voisine de Ringerike en 1964, cependant, cette fusion a pris fin en 1977 lorsque Hole a été restauré en tant que municipalité distincte. La route principale entre Oslo et Bergen, la route européenne 16, traverse la communauté.
La commune de Hole est bordée au nord par la commune de Ringerike, à l'est par la commune de Bærum et au sud par la commune de Lier. Au sud du lac Tyrifjord, il borde également la municipalité de Modum. La plupart des habitants vivent dans les villages de : 
- Sundvollen ;
- Vik ;
- Kroksund ;
- Helgelandsmoen ;
- Steinsåsen ;
- Røyse ;
- Sollihøgda.

## Îles
- Frognøya
- Herøya (Hole)
- Slettøya
- Storøya (Hole)
- Sundøya (Hole)
- Ulvøya (Hole)
- Utøya

## Zones protégées
- Réserve naturelle d'Averøya
- Réserve naturelle de Braksøya
- Réserve naturelle de Djupdalen et Kjaglidalen
- Réserve naturelle de Mørkgonga
- Réserve naturelle de Krokkleiva
- Réserve naturelle de Krokskogen
- Réserve naturelle de Lamyra
- Réserve naturelle de Steinsvika
- Réserve naturelle de Storøysundet–Sælabonn
- Réserve naturelle de Viksåsen
- Système de zones humides de Nordre Tyrifjorden
- Zone de protection du biotope de Steinsfjorden
- Zone de protection du biotope de Storøya